# Hockwold cum Wilton
Hockwold cum Wilton är en ort och civil parish i Storbritannien.   Den ligger i grevskapet Norfolk och riksdelen England, i den sydöstra delen av landet, 120 km norr om huvudstaden London. Hockwold cum Wilton ligger 9 meter över havet och antalet invånare är 1 233.
Terrängen runt Hockwold cum Wilton är platt, och sluttar västerut. Runt Hockwold cum Wilton är det ganska tätbefolkat, med 139 invånare per kvadratkilometer. Närmaste större samhälle är Lakenheath, 5,4 km söder om Hockwold cum Wilton. Trakten runt Hockwold cum Wilton består till största delen av jordbruksmark.